# Johannes Stomius
 Johannes Stomius, geb. als Johannes Mühling (Muhling) (* 1502 in Perlesreut; † 14. Januar 1562 in Salzburg) war Musiker, Pädagoge, Humanist, lateinischer Poet und Schulmann mit besonderen Kenntnissen im Lateinischen, Griechischen und in der Musikkunde.
Johannes Stomius (griechische Version) bzw. Mulinus (lateinische Version) wurde als Johannes Mühling (Muhling) in Perlesreut in der Nähe von Passau geborene. Über seine Ausbildung und Herkunft ist aufgrund fehlender Quellen wenig bekannt. Wir kennen einige Details aus seinem Leben von seinem Epitaph, dessen Text bereits 1732 in der Schrift „De Religionis Evangelicae in Provincia Salisburgensi ortu progressu et fatis commentatio Historico (sic) ecclesiastica“ von Johann Georg Schelhorn (1694–1773) publiziert wurde. Demnach war Stomius ein wichtiger Fürsprecher („ludimoderator“) des Humanismus in Salzburg. Als Quelle gibt Schelhorn dazu die „Prosographia virorum illustrorum“ des Heinrich Pantaleon (1522–1595) aus dem Jahr 1565, einer Lebensbeschreibung berühmter Männer an. Pantaleon schreibt zudem, dass er Stomius’ Witwe gekannt hat. Im Friedhof von St. Peter befindet sich sein Epitaph, welches er vermutlich selbst verfasst hat. Dort lesen wir, dass er viele Jahre Kinder unterrichtet hat.
1529 errichtete Stomius in Salzburg neben der Petersschule und der Domschule eine sogenannte Poetenschule als neue höhere Lehranstalt. Unterrichtsgegenstände waren u. a. das Studium und die Nachahmung römischer Klassiker sowie die Erlernung lateinischer Verse und deren Abfassung. Diese Poetenschule, der Stomius bis zu seinem Tod vorstand, fand bei Adel und Patriziat großen Anklang und wurde auch von auswärtigen Schülern besucht. Diese vom Humanismus geprägte Lateinschule fand im Salzburger Fürsterzbischof Kardinal Matthäus Lang von Wellenburg (1468–1540) einen interessierten Förderer. Unter Johann Jakob von Kuen-Belasy (1515–1586) wurde sie jedoch 1569 auf einer Salzburger Synode verboten, da ihre einseitige der Reformation zugängliche Richtung den Unwillen der Kirche erregt hatte.
Über Stomius’ musikalische Erziehung wissen wir wenig. In Salzburg war er mit dem Komponisten und Organisten Paul Hofhaimer eng befreundet, der ihm auch seine Lateinischen Oden zu Texten von Horaz gewidmet hat. Stomius verfasste Vokalwerke sowie eine musiktheoretische Schrift (1537) und brachte Hofhaimers „Harmoniae poeticae“ heraus.